# Předměřice nad Labem
Předměřice nad Labem é uma comuna checa localizada na região de Hradec Králové, distrito de Hradec Králové‎.